# Oodako
Oodako es un pulpo ficticio gigante, parecido al Kraken, que debutó en King Kong vs. Godzilla (1962) y volvió en Frankenstein vs. Baragon (1965) y The War of the Gargantuas (1966). También es conocido como Daidako (pulpo gigante) y el Pezdiablo Gigante.

## King Kong vs. Godzilla
Una noche Oodako llega a la Isla Faro y ataca al pueblo en un intento de tomar el jugo de baya de los nativos. Los nativos y Farmacéuticos Pacíficos atacan a Oodako pero fallan. Entonces King Kong aparece y pelea con él, hasta destrozarlo. Oodako sigue peleando y se aferra a la cabeza de él. Finalmente Kong lo estampa contra el suelo, y Oodako vuelve al mar.

## Frankenstein vs. Baragon
Oodako también apareció en Frankenstein vs. Baragon (1965). Luego de que Frankenstein derrote a Baragon, lanza un rugido de victoria. Luego, Oodako aparece y lucha contra él. Frankenstein salta sobre Oodako pero éste se aferra a él. Luego de una lucha intensa, Oodako lanza a Frankenstein al agua. Esta es la única victoria que tuvo sobre otro kaiju.
Se reveló luego que Oodako iba a aparecer en Godzilla: Final Wars, pero fue reemplazado por Ebirah.

## The War of the Gargantuas
En The War of the Gargantuas, Oodako ataca un bote de pesca, pero es vencido por Gaira, el Gargantua Verde.
- Datos: Q2704578